# Донской (Отрадненский район)
Донской — посёлок в Отрадненском районе Краснодарского края.
Входит в состав Маякского сельского поселения.

## География
Единственная улица посёлка носит название Донская.

## История
В 1932 году был организован совхоз «Подгорный», в современном посёлке Донской разместилось второе отделение совхоза.

## Население
| 2002 | 2010 |
| ---- | ---- |
| 52   | ↗64  |